# Colne
Colne (/koʊn/) é uma cidade mercantil e paróquia civil no Borough de Pendle, Lancashire, Inglaterra, com uma população de 17855 habitantes, segundo o  Censo de 2011. Localiza-se 6 mi (9.7 km) a nordeste de Burnley, 25 mi (40 km) a leste de Preston, 25 mi (40 km) a norte de Manchester e 30 mi (48 km) a oeste de Leeds. 

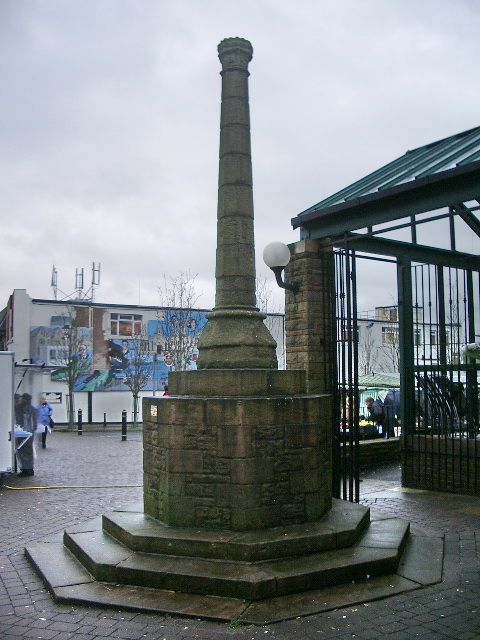
Market Cross de Colne

A Market Cross permitiu ali a realização de um mercado e data do século XV. Originalmente, estava localizada na junção de Colne Lane e Church Street, sendo transferida para Albert Road, onde ficava a Biblioteca, até por volta de 1970. Agora, encontra-se do lado de fora fora do Market Hall, em Market Street, parte da estrada principal que atravessa o centro de Colne.
Colne fica perto da entrada sul do Aire Gap, uma passagem pelos Peninos formada por falhas geológicas e esculpidas por geleiras. A estrada M65 termina a oeste da cidade e, à partir dali, duas estradas principais levam o trânsito em direção às cidades de Skipton (A56) e Keighley (A6068), em Yorkshire. A estação ferroviária de Colne é o terminal da linha ferroviária de East Lancashire. Colne também fica ao lado das paróquias de Foulridge, Laneshaw Bridge, Trawden Forest, Nelson, Barrowford e Blacko, todas pertencentes a Pendle.
A cidade não deve ser confundida com o Vale do Colne, ao redor do Rio Colne e próximo a Huddersfield, em West Yorkshire.

## História
O povoamento na área da atual Colne remonta à Idade da Pedra. Um acampamento mesolítico, um cemitério da Idade do Bronze e ferramentas de pedra das Idades do Bronze e da Pedra foram descobertos nas proximidades de Trawden. Existem, também, os restos de um forte da Idade do Ferro, datado do Século VI a.C., em Castercliff, acima de Colne.
Embora uma estrada romana passe pelas proximidades de Barnoldswick e algumas moedas romanas tenham sido descobertas, não há evidências conclusivas de que os romanos ocuparam a área. Há, no entanto, algum debate entre os historiadores locais sobre se eles podem ter permanecido em Castercliff.
Do início do Século VI ao final do Século X, Colne ficou sob o domínio, primeiramente, da Nortúmbria, e depois sob controle Viking, passando à dominação Normanda no Século XI. Então, da década de 1090 até 1311, a área foi controlada pelos de Lacys de Pontefract, de seu posto avançado no Castelo de Clitheroe. Pendle Forest e Trawden Forest datam desse período; as florestas, naquela época, eram campos de caça para a realeza e outros nobres. A Igreja de São Bartolomeu data de antes de 1122, quando o mercado da cidade estava localizado em seu adro, que costumava abrigar a Market Cross e troncos de madeira sobre rodas onde pessoas eram colocadas e torturadas nos dias de mercado. Estes troncos agora estão localizados próximo à Biblioteca, enquanto a Market Cross está na Market Street.
A cidade se desenvolveu em duas partes: Colne, no topo da serra; e Waterside, na base da encosta sul, próximo ao Colne Water. Em 1296, um moinho de milho e outro de pisoagem foram instalados perto do rio Colne. Mais tarde, o carvão também passou a ser extraído aqui. 
No Século XV Colne havia se tornado a principal cidade mercantil da região, com mercados e um importante centro para o comércio de lã. Com a Revolução Industrial, a manufatura de algodão se tornou a principal indústria local, alimentada pela conclusão do Canal de Leeds e Liverpool, em 1816, e pela chegada da ferrovia, em 1848. Em 1891, havia 30 fábricas de algodão listadas em Colne, e outras nas áreas circundantes de Trawden e Laneshaw Bridge. O maior tinha 2400 teares e o menor 56.
A cidade foi transformada em Distrito Urbano em 1894, e designada Borough em 1895. Ela se expandiu pelos dois lados da cordilheira no que hoje são chamados de Vales do Norte e do Sul, a leste em direção à vila de Laneshaw Bridge e a oeste em direção a Nelson. Em 1886, Swinden Clough se tornou a fronteira oficial entre Colne e Nelson.
A população da cidade diminuiu durante o século XX, como foi o caso em muitas cidades industriais de Lancashire, passando de 26000 em 1911 para 19000 em 1961. Em 1974, ao abrigo do Local Government Act 1972, Colne tornou-se parte do Borough de Pendle. Em 2008, um Conselho Municipal foi restabelecido; ele se reúne na Prefeitura de Colne (Colne Town Hall), projetada por Alfred Waterhouse e inaugurada em 1894.

## Economia
A antiga indústria de algodão de Colne praticamente desapareceu. Muitas das tecelagens têxteis que costumavam pontuar a paisagem foram demolidas para dar lugar a novos pontos de venda e habitações modernas. Outras estão semi-abandonadas, mas os melhores exemplos continuam a gerar empregos para os residentes locais, acomodando novas fábricas e empresas de serviços. Um forte crescimento foi experimentado em engenharia de precisão, particularmente associada ao setor aeroespacial, uma vez que a Rolls-Royce Aerospace opera uma grande fábrica nas proximidades de Barnoldswick. 
A principal área de empregos da cidade está localizada em Whitewalls, na divisa com Nelson, adjacente à junção 14 da autoestrada M65. Para ajudar a estimular o desenvolvimento, uma área subdesenvolvida de 5 hectares foi designada como parte da East Lancashire Enterprise Zone em dezembro de 1983, tornando-a, naquela época, a menor Zona de Empreendimento do país. Esta propriedade de sucesso agora se estende por mais de 27 hectares e abriga uma ampla variedade de negócios, incluindo um grande abatedouro. 
O shopping center adjacente contém um grande supermercado da rede ASDA e lojas de marcas como Next, Argos Extra e DFS. A Boundary Mill, uma das primeiras outlets no Reino Unido, foi fundada ali em 1983 mas, em 2008, mudou-se para instalações especialmente construídas perto do final da M65. Em 2013, era o maior empregador do Borough, com lojas em Grantham, Newcastle, Walsall e Rotherham.
Outra história de sucesso na economia local foi a Lyon's Tours, cuja sede ficava próximo da Albert Road, perto do centro da cidade. Uma empresa familiar, na década de 1950 tornou-se uma das primeiras operadoras de turismo do Reino Unido a oferecer férias no exterior aos seus clientes. A empresa tornou-se parte da Airtours quando David Crossland comprou uma série de pequenas agências de viagens em Lancashire em 1972 que, por sua vez, se fundiu com o Thomas Cook Group em junho de 2007.

## Marcos

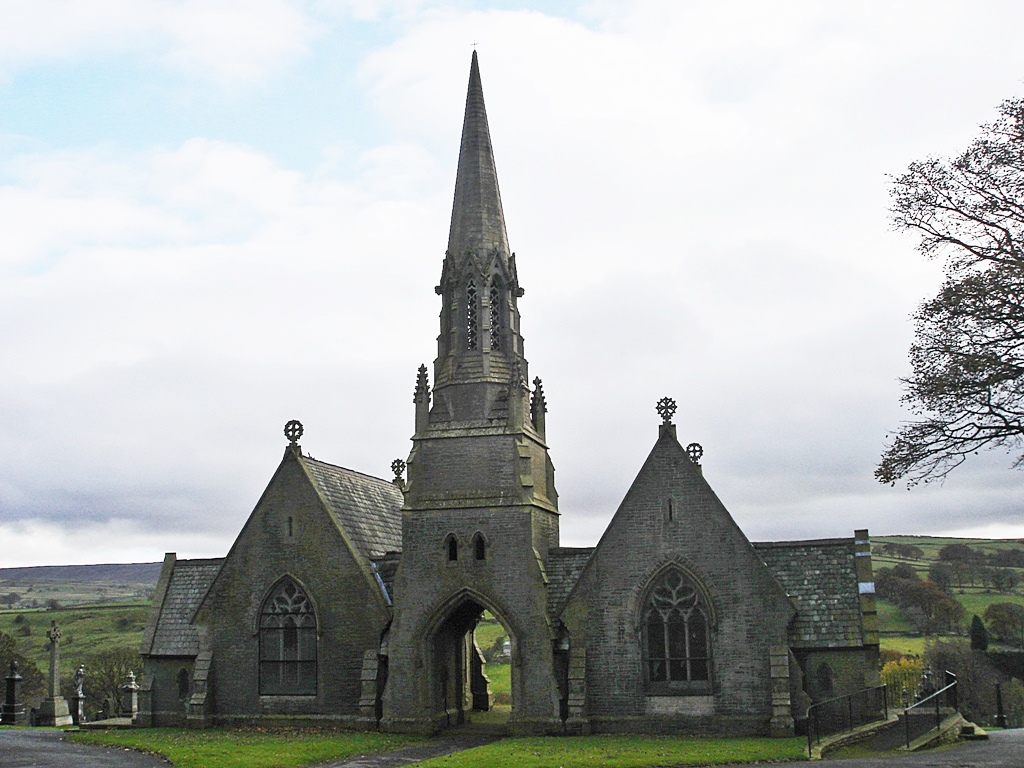
Entrada do Cemitério de Colne

Situado na orla dos Peninos, Colne tem vista para várias colinas conhecidas. Boulsworth Hill, na fronteira entre Lancashire e West Yorkshire, tem vista da a cidade para o sul. Do cume de Noyna Hill ao norte, perto da vila de Foulridge, é possível ver grande parte de East Lancashire e Yorkshire Dales. A Blacko Tower, uma torre construída no cume da Blacko Hill, é claramente visível a noroeste, através de White Moor, que forma a longa encosta leste de Weets Hill.
O vilarejo de Wycoller, próximo à estrada para Haworth, é o foco do Country Park de mesmo nome. Embora o trânsito seja livre (os visitantes devem estacionar fora da vila), a paz e a tranquilidade são frequentemente interrompidas nos meses de verão, pois os turistas são atraídos para o centro de visitantes ao lado das ruínas de Wycoller Hall, uma mansão do final do século XVI, no centro da vila. A partir dali, uma rede de trilhas e percursos passa pelo vau ou cruza o riacho Wycoller Beck em uma série de pontes antigas, de até 1000 anos. Uma série de caminhos circulares atravessa as encostas mais baixas de Boulsworth Hill, enquanto Brontë Way, uma trilha de longa distância, passa a caminho de Haworth.
Colne fica a cerca de 8km a leste de Pendle Hill, o marco local mais conhecido. Devido à sua associação com as Bruxas de Pendle, muitas pessoas sobem a colina, principalmente no Halloween. Várias fazendas próximas têm a fama de serem mal-assombradas, já tendo aparecido nos programas de TV Most Haunted e Most Haunted Live.
A cidade também é conhecida por ser a terra de Wallace Hartley, maestro da orquestra do RMS Titanic, a quem foi erguido um memorial na Albert Road, em 1915. Wallace morava em Colne e está enterrado no cemitério local.

## Transportes

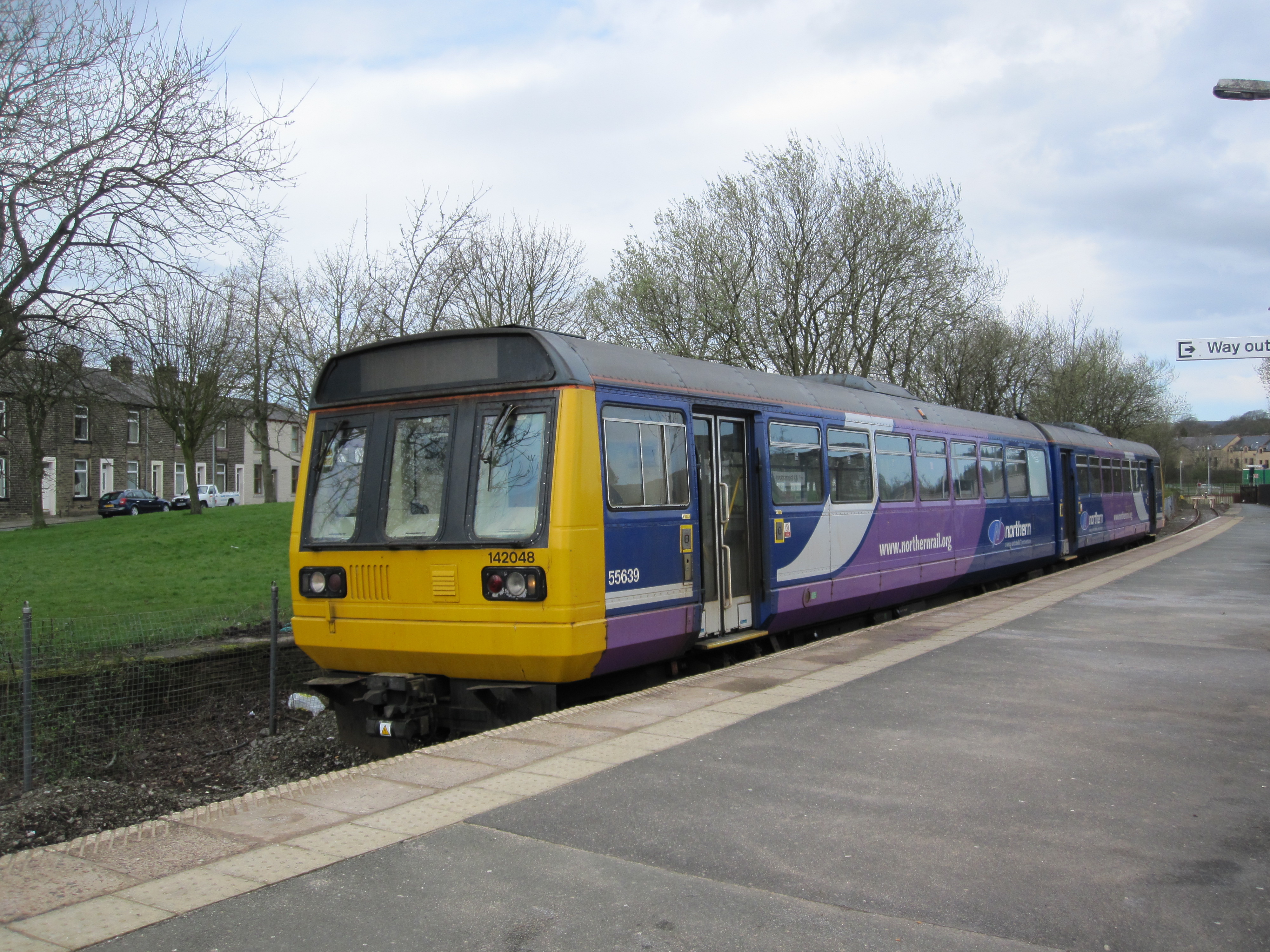
Trem que liga Colne à Estação Blackpool South, operado pela Northern Rail

Colne está conectada à rede ferroviária nacional, com a estação local estando localizada à cerca de 1km a oeste do centro. Forma o terminal oriental da East Lancashire Line, que vai para Nelson, Brierfield, Burnley e, depois, para Preston e Blackpool. A linha além de Colne, anteriormente parte da extinta Midland Railway, foi fechada pela British Rail em 1970. No entanto, nos últimos anos surgiu a Skipton-East Lancashire Railway Action Partnership (SELRAP), uma campanha que visa reabrir a rota ferroviária que liga Skipton, em North Yorkshire, a Colne, porém ainda sem sucesso.
A companhia de ônibus local Burnley & Pendle foi parcialmente controlada, até 1996, pelos conselhos municipais das duas cidades. Durante o dia, há ônibus a cada poucos minutos entre a estação rodoviária de Burnley e o centro de Colne. A maioria deles bifurca-se em várias direções em cada extremidade e continua para Padiham, Clitheroe ou Accrington, à partir de Burnley, e para Earby, Barnoldswick, Trawden ou Keighley, à partir de Colne. Até 2005, a cidade tinha um serviço de ônibus direto para Manchester, que foi retirado alegando-se baixo uso, com a frequência ao longo das rotas da linha principal sendo melhorada como compensação. A Pennine Motor Services, com sede em Skipton, opera um serviço de hora em hora com ônibus entre Skipton e Burnley via Colne. 
O Canal de Leeds e Liverpool passa a noroeste de Colne.

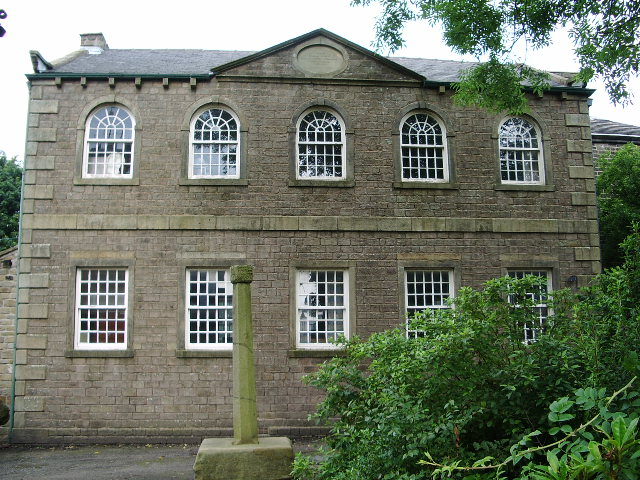
Antigo prédio da Colne Grammar School

## Educação

### Colne Grammar School
A Colne Grammar School foi um foco de educação desde a Idade Média. Entre seus alunos notáveis, consta John Tillotson, Arcebispo da Cantuária (líder espiritual mundial da Comunhão Anglicana) entre 1691 e 1694. Ela finalmente fechou as portas no final do século XX, quando o Nelson and Colne College, que então ocupava o prédio, consolidou suas operações em um local próximo a Barrowford. O impressionante edifício de tijolos vermelhos erguido em 1812 no local da estrutura de madeira original de 1558, restaurado em 1984, foi convertido em apartamentos em 2009 e agora é a peça central de um conjunto habitacional executivo conhecido como The Locks. 

### Escolas
Existem várias pré-escolas, espalhadas por toda a cidade. Também há diversas instituições de educação primária na área de Colne, uma das quais é uma Escola Católica. Existem também três escolas de ensino médio: Colne Primet Academy, Park High School e Ss John Fisher and Thomas More RC High School.

### Faculdades e Educação Superior
O Nelson and Colne College é o principal provedor de educação pós-16 na área - não há escola primária ou centro continuado do Sixth Form (que, no sistema de educação britânico, representa 2 anos de educação acadêmica pós-GCSE, onde os alunos se preparam para os exames A-Level) em Colne, sendo os mais próximos em Burnley e Skipton. O Nelson and Colne oferece qualificações de nível AS-Level e A-level, bem como BTEC, City and Guilds, Ascentis e algumas qualificações profissionais. Também tem vínculos com algumas instituições de ensino superior. 

## Religião

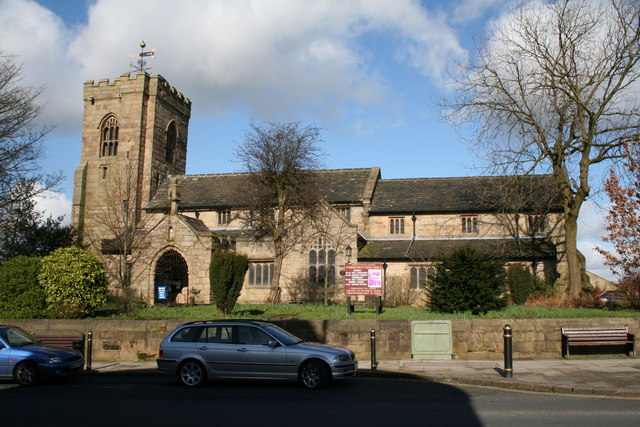
Igreja de São Bartolomeu (St Bartholomew's Church), em Church Street

A St Bartholomew's Church, em Church Street, data de antes de 1122, quando o mercado da cidade estava localizado no adro. Em 1988, a igreja foi designada como edifício listado de Grau I pelo Patrimônio Histórico Inglês. A lista de Grau I é para edifícios "de interesse excepcional, às vezes considerados de importância internacional".
Outras igrejas incluem a Christ Church, fundada em 1836, e a Holy Trinity Church,  da Igreja da Inglaterra; Mount Zion United Methodist Church e St John's Methodist Church, metodistas; Sacred Heart, Católica Romana; e a Trinity Baptist Church. A Bethel Independent Methodist Church, datada de 1871, era a igreja frequentada pelo maestro da banda do RMS Titanic, Wallace Hartley, que nasceu e morava em Colne. Havia ainda um Salão do Exército de Salvação no Market Place, onde agora funciona uma unidade da entidade filantrópica Citizens Advice)
Existem registros de igrejas para nada menos que trinta e quatro locais de culto diferentes, além de nove cemitérios.

## Esporte e lazer

### Futebol
O Colne F.C., fundado em 1996, é o time de futebol da cidade, mandando seus jogos no estádio Holt House. Atualmente disputa a Division One West da Northern Premier League, equivalente à oitava divisão do sistema de ligas de futebol da Inglaterra. O seu antecessor, Colne Dynamoes FC, recebeu pesados investimentos de um empresário local na década de 1980 mas, depois de ganhar o título da Northern Premier League na temporada 1989-90, foi-lhe recusada a entrada na Football Conference, o que o levou a desistir da época seguinte.  O Burnley, que joga na Premier League, conta com um forte apoio na cidade. Colne também possui um clube de futebol júnior, o Colne JFC, que trabalha com jovens entre 8 e 16 anos.

### Rugby
Colne & Nelson Rugby Union Football Club, equipe de Rugby Union, joga em Holt House. O clube, que comemorou seu centenário em 2015, dirige duas equipes seniores masculinas e uma equipe feminina, além das divisões de base.

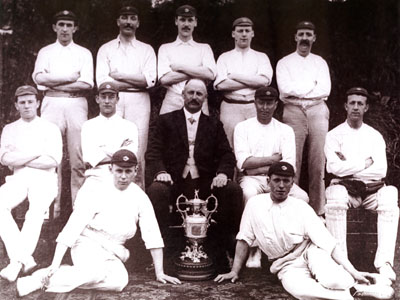
Colne Cricket Club, após conquistarem a Lancashire League, em 1910

### Críquete
Colne Cricket Club foi formado em 1830 e é o clube de críquete mais antigo da Lancashire League, sendo um membro contínuo da Liga desde 1890. Os primeiros jogos foram disputados no Horsfield, o mesmo campo que é usado hoje.

### Parques
Existem dois grandes parques locais: King George V Playing Fields, em Skipton Road (A56) e Alkincoats Park, fora da estrada entre Colne e Barrowford. O Alkincoats Park possui campos de bowling greens (uma espécie de boliche de grama), quadras de tênis de superfície dura, pitch and putt, uma área de recreação infantil e trilhas que levam a áreas próximas ao Canal de Leeds e Liverpool e à agora desmontada linha férrea entre Colne e Skipton. O canal e o antigo leito da ferrovia são destinos de lazer populares, assim como a Ballgrove Picnic Area, na extremidade leste de Colne, perto da ponte Laneshaw. É possível caminhar dali até a histórica Wycoller.

### Outros

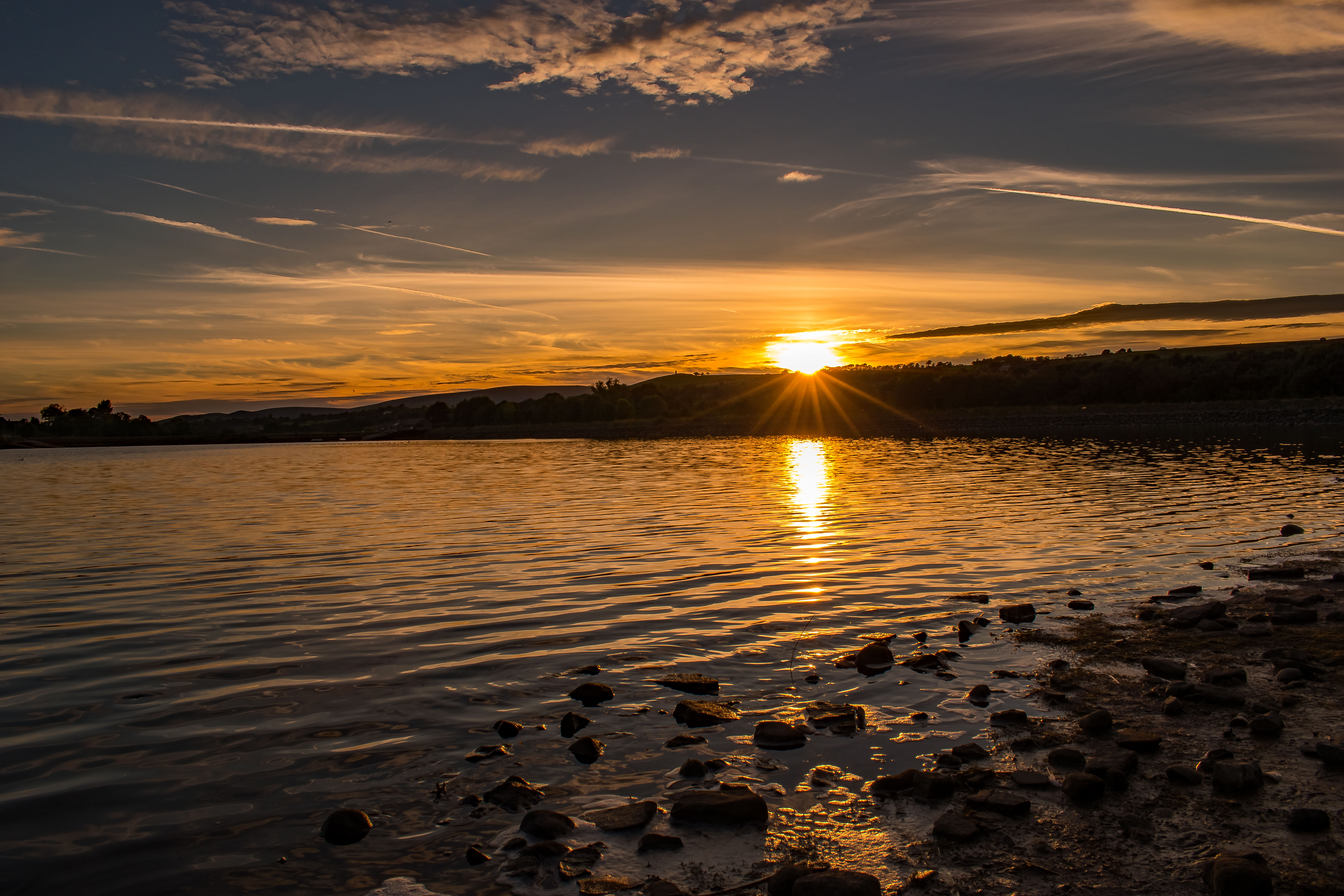
Pôr do sol no Lago Burwain

A Pendle Leisure Trust administra o Pendle Leisure Centre, clube de lazer próximo à Estação Ferroviária. A instalação possui duas piscinas, um centro de ginástica, sauna e ginásio.
O Colne Golf Club possui campo de golfe de nove buracos localizado em Law Farm, ao nordeste da cidade.
Há um clube náutico ativo no Lago Burwain, um dos lagos alimentadores do Canal de Leeds e Liverpool.
Desde 2004, Colne sedia o evento anual de ciclismo Colne Grand Prix, parte da British Cycling Elite Circuit Series. O percurso segue um circuito de 800 metros em torno do Centro da cidade. Em 2013, o medalhista olímpico de ouro Ed Clancy tornou-se o primeiro a vencer duas vezes a disputa.
À cada feriado bancário de agosto desde 1989, o premiado Great British Rhythm and Blues Festival é realizado em locais por toda a cidade, atraindo artistas e visitantes de todo o mundo. Muitos pubs e clubes locais recebem shows de música. Os eventos maiores são realizados no Municipal Hall, próxima ao Centro da cidade.
Um segundo festival, o Colne Gala, foi realizado todos os anos (exceto dois) nas últimas cinco décadas, desde 1959. Começa com um desfile pelo Centro, seguindo em direção ao Alkincoats Park e ao Holt House, onde acontecem eventos ao vivo, um parque de exposições, barracas de caridade e atrações infantis.
Colne também tem uma vida noturna dinâmica, com vários restaurantes nas proximidades de seus três teatros: o Pendle Hippodrome Theatre, administrado por voluntários da cidade; o Municipal Hall (The Muni), que hospeda concertos, exposições e a pantomima anual, e o Little Theatre, casa da Colne Dramatic Society.

## Mídia
Colne está localizada no canto leste de Lancashire, perto da fronteira com North Yorkshire e West Yorkshire. A área é servida pelas emissoras de TV ITV Granada e da BBC North West, além das rádios BBC Radio Lancashire, Capital Manchester and Lancashire, que substituiu a 2BR em abril de 2019, e Pendle Community Radio, um serviço de rádio comunitário voltado para a população britânica asiática do Borough.
Um jornal local, o Colne Times, uma edição variante do Burnley Express, é publicado às sextas-feiras. Uma segunda edição no meio da semana, o Pendle Express, dirigido a Colne e à cidade vizinha de Nelson, é publicado às terças. A cidade também é servida pelo Lancashire Telegraph, que publica uma edição de Burnley, Pendle e Rossendale seis dias por semana e por um jornal gratuito semanal, o Pendle Citizen, que aparece às quintas-feiras.

## Pessoas Notáveis

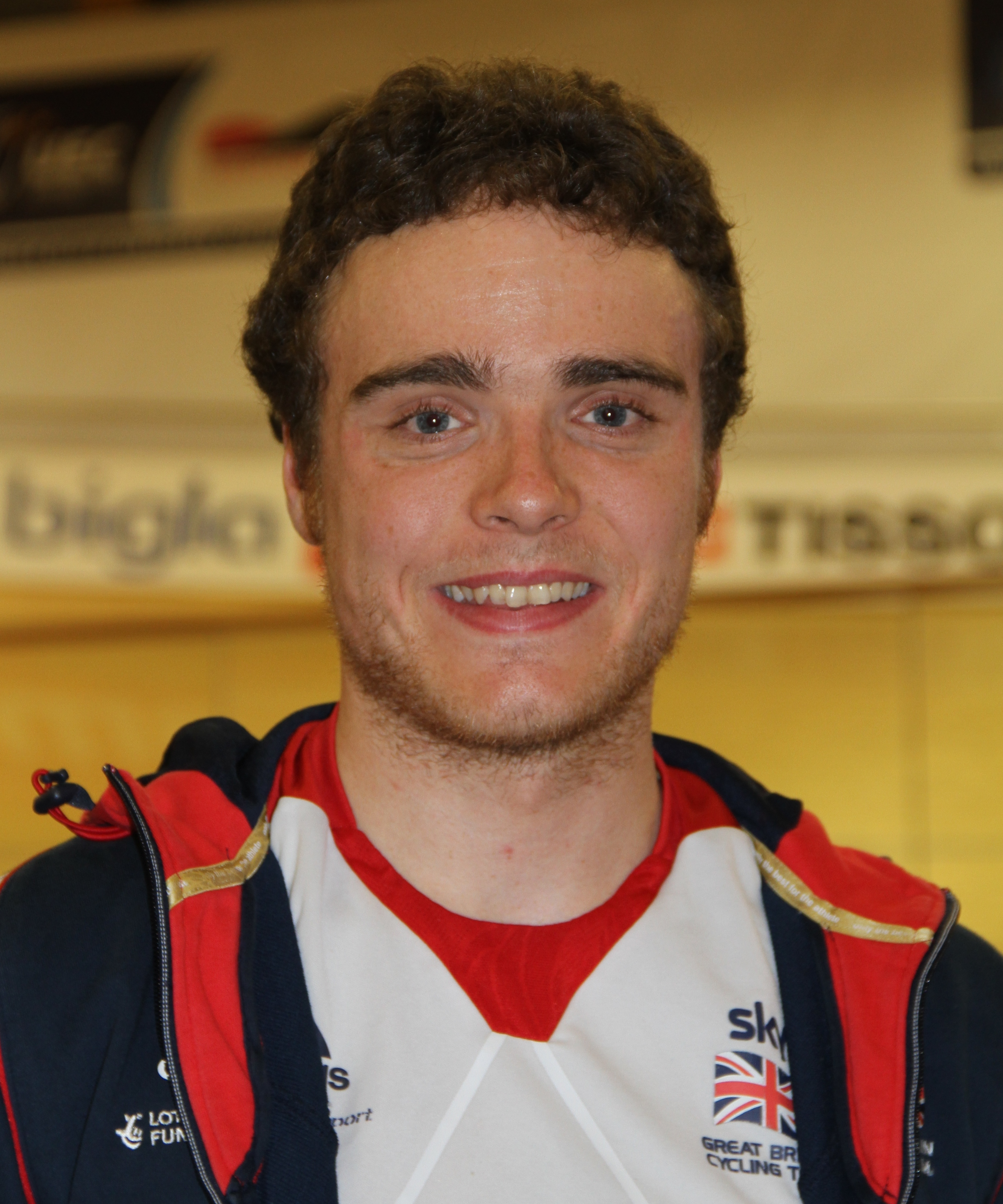
Steven Burke MBE, medalhista olímpico no ciclismo

- Steven Burke MBE (1988), ciclista de pista e estrada que conquistou a medalha de bronze na perseguição individual nos Jogos Olímpicos de 2008. Em 2012, Burke foi membro da equipe britânica que venceu a modalidade de perseguição por equipes nas Olimpíadas de 2012 e no campeonato mundial. Foi nomeado Membro da Ordem do Império Britânico (MBE) em 2013, por serviços prestados ao ciclismo;

- John Cunliffe (1933-2018), autor de livros infantis e apresentador de TV, criador de Postman Pat e Rosie and Jim;

- David Fishwick, empresário, proprietário da David Fishwick Minibus Company e estrela do programa Bank of Dave, do Channel 4;

- Natalie Gumede (1984), atriz mais conhecida por interpretar as personagens China, na sitcom Ideal, e Kirsty Soames, em Coronation Street;

- Geoff Hall (1941–2009), jogador de críquete;

- Wallace Hartley (1878-1912), líder da banda que tocava a bordo do RMS Titanic, nasceu e cresceu em Colne. Há um memorial dedicado à sua pessoa perto da Biblioteca, e seu corpo está enterrado no cemitério local;[36]

- Sir William Pickles Hartley (1846-1922), fabricante de geléias e filantropo, fundador da Hartley's Jam Company. Nasceu em Colne e frequentou uma escola local da British and Foreign School Society. Ele doou parte de seus lucros para a construção do Hartley Hospital, inaugurado em 1924 e fechado em 1989;[37][38]

- Hannah Hobley, atriz, mais conhecida pelo papel de Chantelle "Telle" Garvey na série Benidorm;

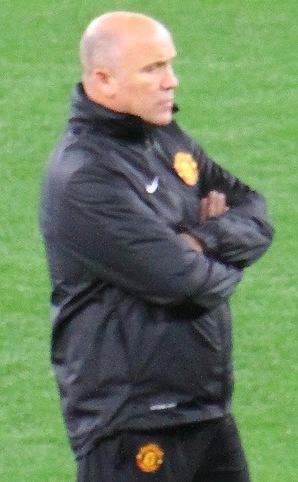
Mike Phelan, assistente técnico do

- Tony Livesey (1964), jornalista e radialista britânico da BBC Radio 5 Live, que reside em Colne;

- Mike Phelan (1962), ex-jogador de futebol do Burnley e atual assistente técnico do Manchester United;

- John Rawnsley (1950), barítono inglês, ator e cantor de ópera. Atuou na San Diego Opera, cantou o papel-título na adaptação cinematográfica de 1981 de O Barbeiro de Sevilha, de Rossini, e também o protagonista do Rigoletto, de Verdi, na famosa produção "Mafia", de Jonathan Miller, na English National Opera;

- Brian Redman (1937), piloto de corridas, dirigiu pela Shadow Racing Cars tanto na CanAm quanto na Fórmula 1, nas décadas de 1960 e 1970,[39] e vencendo o Campeonato de Fórmula 5000 da SCCA/USAC por três anos consecutivos (1974-76) conduzindo Lolas. Também disputou por diversas vezes as 24 horas de Le Mans, na França;

- Sydney Silverman (1895-1968), político Trabalhista, membro do Parlamento Britânico por Nelson e Colne entre 1935 e 1968, vencendo oito eleições e patrocinando a abolição do enforcamento no Reino Unido por meio do Murder (Abolition of Death Penalty) Act 1965;

- Jeff Smith MBE (1934), motociclista, bicampeão mundial de Motocross de 500cc, entre diversas outras conquistas importantes;

- John Tillotson (1630-1694), Arcebispo da Cantuária entre 1691 e 1694, foi educado na Colne Grammar School;[40]

- Dave Walker (1941-2015), futebolista nascido em Colne e com atuações por Burnley e Southampton;

- Alan Wharton (1923–1993), jogador de críquete.

- Commons